# Francisco de Villagra
Francisco de Villagrá Velázquez (Santervás de Campos, Corona de Castilla, 1511-Concepción, gobernación de Chile, 22 de junio de 1563) fue un militar y conquistador español que fue nombrado gobernador de Chile en tres ocasiones, en los periodos 1547-1549, 1553-1557 y 1561-1563.

## Biografía y viaje a Sudamérica

### Origen familiar y primeros años
Fue hijo del comendador de Rubiales de la orden de San Juan de Jerusalén Álvaro de Sarría y de Ana de Villagra.
Al llegar a América, se dirigió al Perú en donde planeó, junto al capitán Alonso de Mesa, un intento de liberación de Diego de Almagro, prisionero de los Pizarro. Descubierto su intento, fue condenado a muerte, pero Hernando Pizarro le salvó la vida.

### Compañero de Valdivia
Llegó a Chile cuando Pedro de Valdivia dispuso la conquista de esa región. Estuvo presente en la fundación de Santiago de Nueva Extremadura en 1541, ocupó diversos puestos en el gobierno de la ciudad, y le tocó defenderla del asalto del curaca Michimalonco en septiembre del mismo año.

## Gobernador interino de Chile y deceso

### Primer interinato
Cuando Valdivia decidió viajar al Perú en busca de refuerzos (1548), el conquistador le encargó a Villagra el gobierno interino. Al empezar su mandato descubrió una conspiración dirigida por Pedro Sánchez de la Hoz, que ya había intentado apoderarse del gobierno en oportunidades anteriores, pero que Valdivia había perdonado por sus posibles influencias en la corte. Villagra no fue tan benevolente, y lo castigó con la pena máxima, no dándole tiempo siquiera para confesarse.
Esta muerte le causaría problemas a Valdivia, realizándose un juicio contra él por esta y otras irregularidades, de las que se libró, trayendo además en su poder la designación del virrey como gobernador. 
En 1551 fue enviado al Perú a reclutar los hombres necesarios para las campañas en el sur contra los mapuches, regresando para intervenir en ellas.
El mismo año participó además, al mando de una expedición, en la exploración de la región de Cuyo, considerándosele el primer español en recorrer esta zona, donde pocos años después se fundaría la ciudad de Mendoza.

### Segundo interinato
Valdivia murió en la batalla de Tucapel, el 25 de diciembre de 1553. En su testamento, que solo se debía abrir tras su muerte, nombraba gobernador de Chile en primer lugar a Jerónimo de Alderete, en segundo a Francisco de Aguirre y por último a Villagra. Alderete se encontraba en España negociando el reconocimiento del cargo de Valdivia por el rey, y Aguirre en la conquista de Tucumán. Las ciudades del sur proclamaron entonces a Villagra como gobernador.
No pasó lo mismo en Santiago en donde no se abrió el testamento de Valdivia y se proclamó gobernador a Rodrigo de Quiroga.
Villagra intentó detener la rebelión indígena, que tenía como cabeza a Lautaro, pero al enfrentarse en la batalla de Marigueñu el 26 de febrero sufrió una terrible derrota, teniendo a la mitad de sus soldados muertos y sufriendo el despoblamiento y la destrucción de Concepción.
Llegado a Santiago para arreglar su situación, se obligó a Quiroga a dejar el mando. Pero el hijo de Aguirre le comunicó a su padre los acontecimientos y su designación del segundo lugar en el testamento, por lo que regresó a Chile y se entabló una pelea entre los dos capitanes, del que salió mejor parado Villagra, producto del poco apoyo que tenía su rival.
La guerra de Arauco continuaba, y Lautaro vuelve a vencer a los españoles en Angol y en la refundada Concepción. Villagra marcha al sur, y logra introducirse con sus hombres por sorpresa en el campamento mapuche, matando a Lautaro y venciendo a los araucanos en la batalla de Mataquito, el 30 de abril de 1557.

### Exilio en Lima
Cuando Villagra triunfaba en Peteroa llegó el nuevo gobernador designado por el virrey Andrés Hurtado de Mendoza, quien era nada menos que su hijo García Hurtado de Mendoza. Una de las primeras acciones que hizo el nuevo gobernador fue tomar presos a Aguirre y a Villagra, a pesar de que se habían portado muy corteses ante él.
Al abordar el barco que los llevaría al Perú, la leyenda pone en la boca de Villagra las siguientes palabras: 

Mire vuestra merced, señor general, lo que son las cosas del mundo, que ayer no cabíamos los dos en un reino tan grande y que hoy nos hace don García caber en una tabla.
Atribuida a Francisco de Villagra

Enviado a Lima para ser sometido a juicio por su actuación, la sentencia le fue favorable y se ganó la confianza de muchos, que veían en su detención un acto de arbitrariedad del hijo del virrey.
Aunque en diciembre de 1558, el rey lo nombró sucesor de García Hurtado de Mendoza, el padre de éste, el virrey de Perú Andrés Hurtado de Mendoza, ocultó el nombramiento durante casi dos años. Tuvo que esperar al 18 de marzo de 1561, tras la destitución del virrey, para embarcarse en el Callao hacia Chile y así hacerse cargo de su gobernación, cargo que asumió en junio de 1561.

### Último gobierno y fallecimiento
Su gobierno se inició con una demostración de su eterna mala estrella, ya que el barco en que vino trajo la viruela a Chile, provocando una desastrosa epidemia en Valparaíso y Santiago, pero que también afectó con aún mayor gravedad a los mapuches, que perdieron entre la quinta y cuarta parte de su población.      
Al iniciar su mandato, reorganizó la reglamentación del trabajo en las minas y anuló las encomiendas que García Hurtado de Mendoza había entregado a sus amigos y compañeros, lo que le originó nuevas protestas.
Organizó una nueva expedición, pero su cuerpo cansado de tantas batallas cayó irremediablemente enfermo, teniendo que ser trasladado en camilla a los sitios de batalla. Sufrió en esta guerra, además, la muerte de su hijo Pedro de Villagra el mozo, lo cual empeoró su condición mental y física. 
Designó para la continuación de la campaña a su primo Pedro de Villagra, dándole posteriormente también el título de gobernador interino, gracias a una facultad entregada por el virrey. Postrado en la cama por los dolores que le ocasionaba la gota, se hizo vestir, según una costumbre corriente de los españoles de esos siglos, el hábito religioso franciscano; y pasó entregado a las prácticas de la más ardiente devoción. Falleció el 22 de junio de 1563 después de dar a su sucesor sus últimas instrucciones”. Su cadáver fue sepultado en la iglesia de San Francisco de Concepción, con toda la solemnidad posible.
Su hijo Álvaro de Villagra fue corregidor de Colchagua.
| Predecesor: Pedro de Valdivia         | Gobernador del Reino de Chile 1547-1549 | Sucesor: Pedro de Valdivia            |
| Predecesor: Pedro de Valdivia         | Gobernador del Reino de Chile 1553-1557 (entre diciembre de 1553 y febrero de 1555 junto con Rodrigo de Quiroga López de Ulloa y Francisco de Aguirre de Meneses) | Sucesor: García Hurtado de Mendoza    |
| Predecesor: García Hurtado de Mendoza | Gobernador del Reino de Chile 1561-1563 | Sucesor: Pedro de Villagra y Martínez |